# Carl Ancker
Carl Andreas Ancker (13. september 1828 i København—16. november 1857 sammesteds) var en dansk legatstifter, som stiftede legatet Det anckerske Legat.
Ancker var søn af grosserer Andreas Ancker og Henriette Axeline født Hambroe. Da moderen døde tidlig, blev han opdraget af sin mormor, malermester Hambroes enke. Faderen ønskede, at han skulle være handelsmand, men efter sin konfirmation (1843) bestemte han sig til at blive landmand. Han lærte nu landbruget på flere gårde her i landet og på et landbrugsinstitut i Württemberg. Efter derpå at have rejst meget i udlandet overtog han Mørkhøjgård ved København, som faderen købte til ham. Men da han ved faderens død fik rådighed over en betydelig formue, vendte han tilbage til hovedstaden, hvor han levede for sin interesse for kunst og kunstsager. 1853 udgav han under pseudonymet Beppo en lidet betydende digtsamling, Digteren H. C. Andersen helliget.
Varig fortjeneste af kunsten og dens venner har han skaffet sig ved i sit testamente af 14. oktober 1857 at skænke en kapital på 86.500 rigsdaler til årlige rejsestipendier for kunstnere, to for malere og billedhuggere, et for en digter og et for en komponist. Den af Ministeriet for Kirke- og Undervisningsvæsenet for legatet oprettede fundats er af 1. maj 1861. Ancker døde pludselig 16. november 1857, kort efter at han (24. september 1857) havde ægtet Augusta Fredericka von Schoultz fra Helsingborg, der i 1860 indgik nyt ægteskab med major Frederik Stiernholm, der døde 25. april 1879, 57 år gammel, som general og chef for Generalstaben.
Ancker er begravet på Assistens Kirkegård.
Han er gengivet i et portrætmaleri af Emil Bærentzen 1829, og af Johannes Jensen 1857 (Det Nationalhistoriske Museum på Frederiksborg Slot). Buste af F.C. Stramboe ca. 1856 (Charlottenborg) og marmorrelief af G.C. Freund 1876, afbildet i xylografi samme år.

## Ekstern henvisning
- Denne artikel bygger hovedsagelig på Camillus Nyrops Biografi i 1. udgave af Dansk biografisk leksikon, Udgivet af C. F. Bricka, 1. bind, side 213, Gyldendal, 1887-1905